# 中郷村 (福井県)
中郷村（なかごうむら）は福井県敦賀郡にあった村。現在の敦賀市中心部の南方一帯にあたる。

## 地理
- 山岳：衣掛山
- 河川：笙の川、黒河川

## 歴史
- 1889年（明治22年）4月1日 - 町村制の施行により、長沢村、古田苅村、堂村、山泉村、道ノ口村、坂ノ下村、吉河村、鳩原村、小河口村及び小河村の区域をもって、中郷村が発足する。
- 1955年（昭和30年）1月15日 - 敦賀市に編入する。

## 交通

### 鉄道路線
旧村域を北陸本線・小浜線が通過するが、駅は所在しなかった。現在は小浜線の西敦賀駅が所在するが、当時は未開業。

### 道路
- 国道8号

現在は旧村域を北陸自動車道が通過するが、当時は未開通。